# Vransko, Kărdjali
Vransko (în bulgară Вранско) este un sat în comuna Krumovgrad, regiunea Kărdjali,  Bulgaria. 

## Demografie
Componența etnică a satului Vransko
     Turci (87,55%)
     Bulgari (2,78%)
     Nicio identificare (9,66%)
     Altele (0%)
La recensământul din 2011, populația satului Vransko era de 683 locuitori. Din punct de vedere etnic, majoritatea locuitorilor (87,55%) erau turci, cu o minoritate de bulgari (2,78%). Pentru 9,66% din locuitori nu este cunoscută apartenența etnică.